# Oncology Nursing Forum
Oncology Nursing Forum, abgekürzt Oncol. Nurs. Forum ist eine wissenschaftliche Fachzeitschrift, die von der Oncology Nursing Society veröffentlicht wird. Die Zeitschrift erscheint mit sechs Ausgaben im Jahr. Es werden Arbeiten veröffentlicht, die sich mit der Pflege von onkologischen Patienten beschäftigen.
Der Impact Factor lag im Jahr 2015 bei 2,708. Nach der Statistik des ISI Web of Knowledge wird das Journal mit diesem Impact Factor in der Kategorie Pflege an zweiter Stelle von 110 Zeitschriften und in der Kategorie Onkologie an 119. Stelle von 213 Zeitschriften geführt.